# Rabitz
Rabitz ist die Bezeichnung für Drahtputz, der aus einer tragenden Unterkonstruktion aus Metall, dem Rabitzgitter als Putzträger, und dem Putzmörtel besteht. Das Verfahren wurde von dem Berliner Maurermeister Carl Rabitz entwickelt und 1878 zum Patent angemeldet. Rabitzarbeiten sind dem Gewerk des Stuckateurs zuzuordnen.

## Vorläufer
Die Vorläufer dieser Technik waren bereits um 1840 bekannt; sie waren von französischen Handwerkern nach Deutschland importiert worden. Die tragende Konstruktion bestand damals noch aus Holz, deren Bearbeitung teilweise zu starker Rissbildung führte. Carl Rabitz entwickelte diese Technik weiter, indem er eine metallene Unterkonstruktion verwendete und damit die Rissbildung minimierte.

## Konstruktionsprinzip
Die Rabitzkonstruktion besteht aus einer gerippeartigen Konstruktion von runden Stahlstangen mit einem Durchmesser von 5–8 mm, die im rechten Winkel zueinander verbaut und an den Kreuzungspunkten mit Draht fest miteinander verbunden werden.
Bei Gewölbekonstruktionen oder stark ausladenden Gesimsen werden stärkere Eisen gebraucht.
Bei hängenden Konstruktionen wie Decken und Gewölben sind zusätzlich Abhänger notwendig.
Über diese tragende Unterkonstruktion wird der Putzträger gespannt. Hierfür finden vor allem verdrahtetes Schilfrohr, Rippenstreckmetall, Ziegeldraht und verschiedene Gewebe aus Metalldrähten Anwendung.
Dieses Gewebe wird anschließend mit einem faserarmierten Mörtel ausgedrückt und mit einem Putzkamm aufgeraut. Als Fasern haben sich bis heute vor allem tierische Haare wie Kälberhaar oder Schweineborsten bewährt.
Das ausgedrückte Gewebe wird normal verputzt. Als Putzmörtel kommen Kalkmörtel,
Kalk-Zementmörtel, Zementmörtel und Gipsmörtel in Betracht.
Üblicherweise wird Gips- oder Zementmörtel angewendet. Man spricht daher auch von Gips- und Zementrabitz.

## Feuersicherer Deckenputz und feuersichere leichte Zwischenwände
Am 27. Mai 1879 fand auf dem Grundstück des Maurermeisters Rabitz an der Scharnhorststraße 7, in Anwesenheit von Commissaren des Ministeriums der öffentlichen Arbeiten, des Polizei-Präsidium der Feuerwehr und der Ministerial-Baucommission, ein Brandversuch statt. In diesem Versuch sollte der „Rabitzsche Putz“ für Decken (DRP 3789) wie auch die „Patent-Construction (feuersicherer Zwischenwände)“ (DRP 4590) in deren Feuersicherheit mit traditionell erstellten Wänden und Decken verglichen werden. Dieser wie auch ein nachfolgender Versuch am 28. Dezember 1882 bestätigten die Überlegenheit der Erfindungen.

## Anwendung

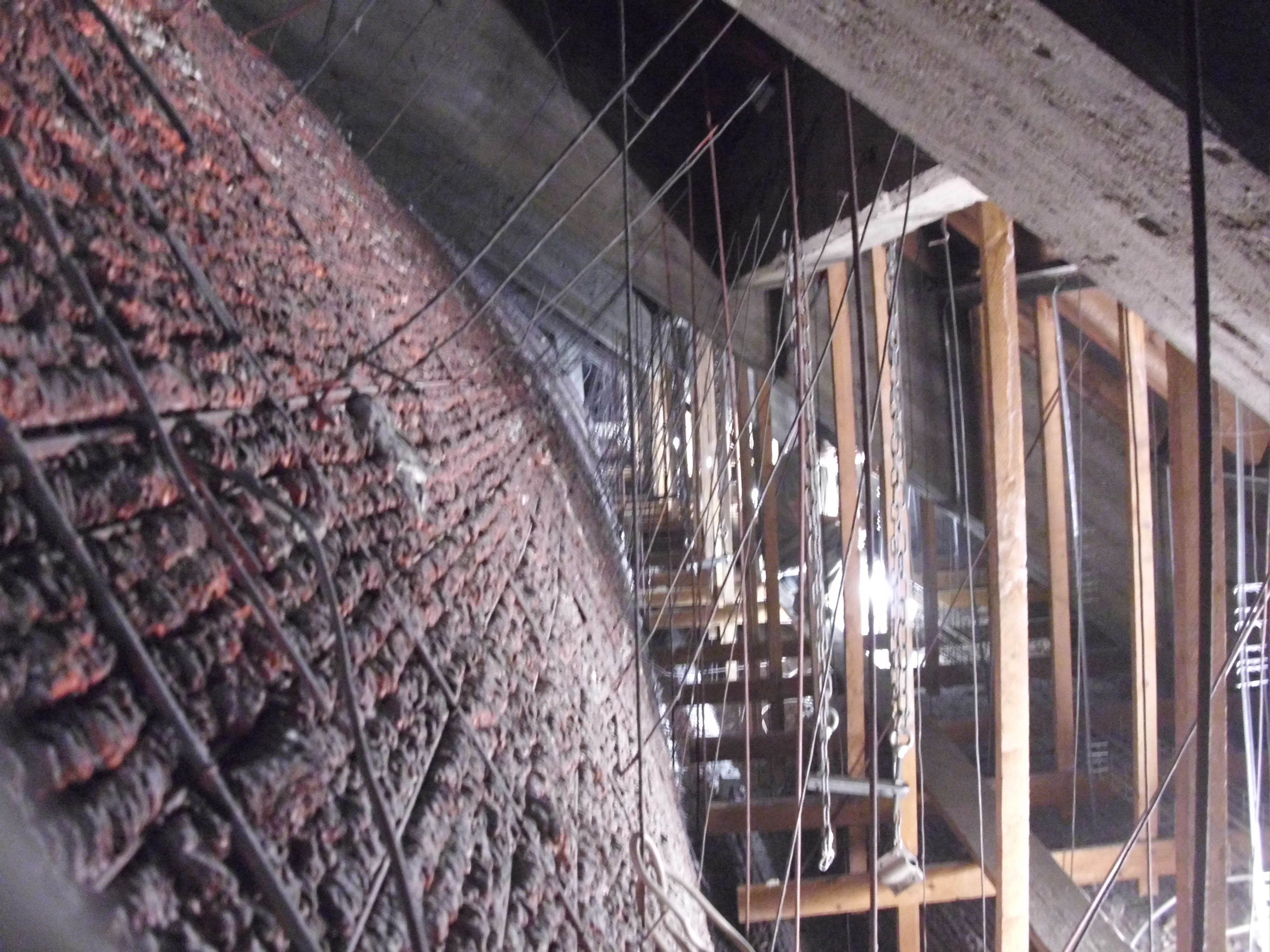
Rabitzdecke – Tonnengewölbe im Kleinen Michel, Kath. Kirche in Hamburg

Mit Rabitzkonstruktionen können Decken heruntergezogen, (Fassaden-)Gesimse vorgeblendet, Gewölbe und nichttragende Ständerwände hergestellt, die Ummantelung von Pfeilern und Stützen, die Verblendung von Installationen sowie der Bau von Lüftungskanälen ausgeführt werden. Heute wird der Rabitz häufig durch Trockenbau ersetzt, weil er gegenüber dem Trockenbau vor allem teurer in der Herstellung und viel schwerer ist. Außerdem wird durch die Herstellung mehr Feuchtigkeit in das Gebäude gebracht und die Montage sowie ein eventueller Abbruch sind sehr zeitaufwändig. Aber Rabitz hat auch Vorteile. So erfüllt er grundsätzlich hohe Brandschutzanforderungen, beispielsweise wird eine Gipsrabitzdecke grundsätzlich mit einer bauaufsichtlichen Benennung von F60A definiert. Die große Eigentragfähigkeit und die Möglichkeit der völlig freien Ausformung einer gerabitzten Fläche eröffnen auch heute noch viele Anwendungsmöglichkeiten, vor allem im innovativen Innenausbau von Gebäuden im Zusammenspiel mit Stuck. Ein weiteres Anwendungsgebiet ist die Denkmalpflege.

## Normen
- für große Rabitzdecken Erlaß des früheren Preußischen Ministers für Volkswohlfahrt vom 15. Dezember 1930 II C 2494 sowie die DIN 4121 vom August 1951,
- für Rabitzwände die DIN 4103
- Technische Vorschriften für Bauleistungen. DIN 1964, B, Ziffer 15, ist bezüglich dieser Arbeiten (dort Drahtputz) folgendes ausgeführt: „Drahtgeflecht ist mit Rund- oder Bandeisen, Klemmschrauben, Haken, geschmiedeten Nägeln oder Eisenschlaufen sachgemäß zu befestigen und straff zu spannen, so daß in den Flächen und an den Anschlüssen keine Risse entstehen. Aufhängeeisen sind in erforderlicher Zahl und Stärke anzubringen. Für den Putzkern ist Haarmörtel zu verwenden. Im übrigen gelten die Bestimmungen für Wand- und Deckenputze sinngemäß.“
- DIN ATV 18350 Putz- und Stuckarbeiten
- DIN EN 13658 Putzträger und Putzprofile aus Metall – Begriffe, Anforderungen und Prüfverfahren – Teil 1: Innenputze. Teil 2: Außenputze.